# Battaglia del monte Fasce
La battaglia del monte Fasce fu uno scontro avvenuto il 7 aprile 1800 tra le forze dell'Armata d'Italia, guidate dal generale Andrea Massena ed una brigata dell'esercito imperiale austriaco sotto il comando del generale Gottesheim. La battaglia si svolse a pochi chilometri ad est di Genova, distraendo le forze francesi dall'arrivo in forze dell'esercito austriaco, guidato da Michael von Melas, nei pressi del passo della Cadibona.

## Contesto storico
Le ostilità tra la Francia e le altre potenze europee si riaccesero nel 1799, anno in cui la Seconda coalizione venne a formarsi. Dei fronti su cui la giovane repubblica era impegnata, uno particolarmente interessante e ricco d'azione fu quello italiano: dopo due iniziali e deludenti battaglie sotto la guida di Schérer, i francesi iniziarono una lunga ritirata, affrontando costantemente la pressione delle forze coalizzate sotto la guida del temuto maresciallo Suvorov. A partire dal Veneto, i repubblicani furono costretti a ritirarsi prima in Lombardia, poi in Piemonte ed infine sulle montagne della Liguria mentre, una alla volta, tutte le roccaforti ancora in loro possesso in Pianura Padana si arrendevano al nemico.
Nemmeno l'arrivo dei rinforzi dell'Armata di Napoli di MacDonald prima, sconfitta sulla Trebbia, e del generale Joubert poi, sconfitti a Novi dopo una lunga e sanguinosa battaglia, furono sufficienti a cambiare il corso della campagna, fino a quel momento favorevole alle forze antifrancesi.

## Antefatti

### Il disastroso comando di Championnet
Le redini dell'esercito francese, dopo la sconfitta di Novi, tornarono per un breve periodo al generale Moreau. Nel frattempo, mentre l'assedio di Tortona proseguiva, in Francia l'esercito di Championnet si stava preparando per raggiungere l'Italia e cooperare con le altra forze repubblicane ivi impegnate. Il loro arrivo era inizialmente programmato per agosto ma problemi logistici non indifferenti ne avevano causato lo slittamento. I primi uomini dell'armata delle Alpi si fecero vedere in Piemonte solo verso metà settembre, quando Suvorov era già in procinto di partire per la Svizzera e Tortona stava per cadere.

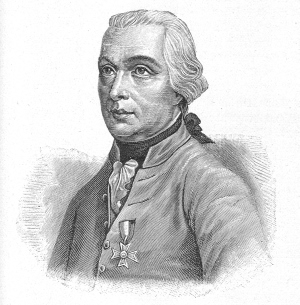
Il generale von Melas

Congiuntosi con Moreau, Championnet prese il comando congiunto delle armate. Stabilì il suo quartier generale in Liguria e dopo aver cacciato gli austriaci dalla Riviera di Levante, programmò un'offensiva in Piemonte. Questo attacco, dettato più dalla ricerca della gloria personale che da un reale bisogno, mirava a prendere il possesso di Torino e delle abbondanti provvigioni stoccate in pianura, che avrebbero dovuto sopperire alla mancanza di rifornimenti per l'esercito da parte del governo francese. L'operazione ebbe inizio verso la terza settimana di ottobre del 1799: mentre l'ala destra, guidata dal generale Saint-Cyr trovava degli importanti successi, il resto dell'esercito si ritrovò in immediata difficoltà. Gli austriaci, dopo qualche scontro minore negli ultimi giorni di ottobre, inflissero una pesantissima sconfitta all'esercito di Championnet a Genola il 4 novembre, causando l'immediata rotta dei francesi. Inseguiti dagli imperiali sino alle pendici degli Appennini e delle Alpi, i repubblicani furono costretti ad abbandonare Cuneo a sé stessa. La città, ultima roccaforte francese in pianura, cadde nei primi giorni di dicembre. Championnet, sentendosi responsabile dell'accaduto, diede le proprie dimissioni a dicembre, affidando in maniera temporanea il comando a Suchet. Mentre tornava in Francia, accusò un malore nei pressi di Nizza e fermò il suo viaggio. Il generale, colpito dal tifo, non riuscì a sopravvivere a lungo.
Nel frattempo, due dei luogotenenti di von Melas, Klenau e Hohenzollern, tentarono di catturare la città di Genova, snodo vitale per l'arrivo dei rifornimenti dell'Armata d'Italia. Il primo bloccò il passo della Bocchetta con i suoi uomini mentre il secondo, passando dal passo della Scoffera e dalla Riviera di Levante, attaccò Genova da est, giungendo sino alle porte delle sue mura. Fu il generale Watrin ad intervenire e a risolvere la questione in favore dei repubblicani: attaccò Torriglia e gli austriaci ivi presenti, minacciando di bloccare la ritirata di Klenau. Questi, pertanto, fu costretto a tornare sui suoi passi e ritornare a proteggere le sue retrovie. Il suo intervento costrinse alla fuga la colonna repubblicana, che nel frattempo aveva pienamente assolto al proprio compito. Fino alla primavera seguente, il blocco dei passi montani da parte delle abbondanti nevicate causò la momentanea cessazione delle ostilità tra le due parti.

### L'arrivo di Massena e l'offensiva austriaca

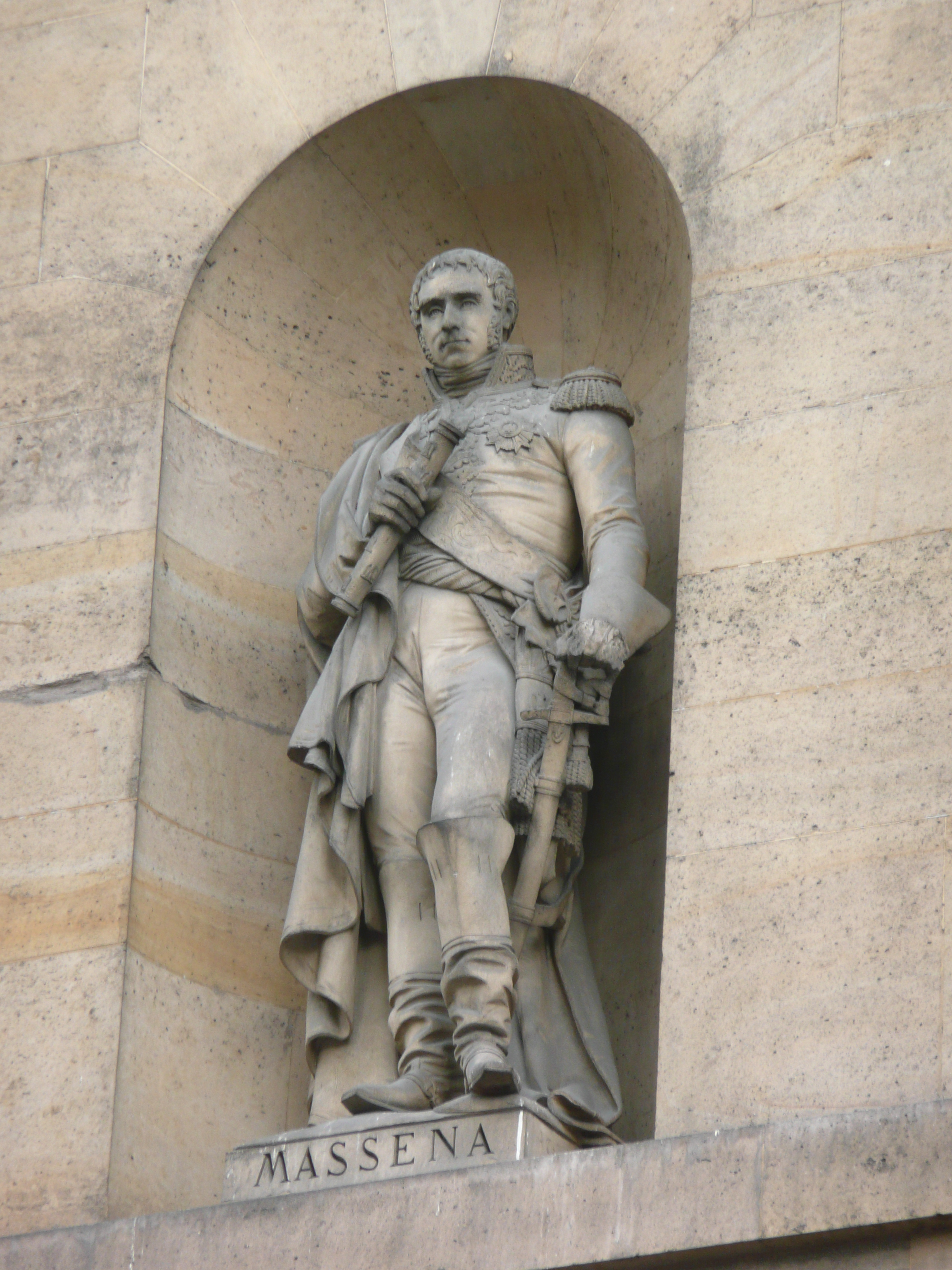
Statua di Andrea Massena al Louvre

Dopo la partenza del generale Championnet, l'esercito venne temporaneamente affidato al suo capo di Stato maggiore, Suchet, e poi al generale Marbot, in attesa che un nuovo comandante fosse nominato dal Consolato. I canditati adatti ad una posizione così delicata erano pochi e per la maggior parte impegnati su altri fronti. Alla fine fu scelto il generale Massena, veterano delle guerre in Italia. La situazione in Liguria non era delle migliori ed il nuovo comandante fece il possibile per rimediare ai problemi della sua armata: ordine e disciplina furono parzialmente restaurati, il morale delle truppe tornò ad essere positivo, le diserzioni calarono drasticamente. Le condizioni non erano ancora ottimali, ma, differentemente da pochi mesi prima, l'armata sembrava essere in grado di respingere un eventuale attacco nemico.
Dall'altra parte degli Appennini, gli austriaci stavano preparando una pericolosa operazione, mirando ad isolare a Genova il grosso dell'esercito francese in Italia. Godendo di ottime linee di rifornimento e di una grande quantità di uomini e mezzi, gli ufficiali dell'esercito imperiale stavano pianificando di entrare in Liguria attraverso i vari passi montani, sfondare il fronte al centro, nei pressi della Bocchetta di Altare, separando l'ala di Suchet dal resto dell'esercito, e poi sconfiggere i due tronconi dell'esercito uno alla volta. Il piano, minuziosamente studiato nei mesi invernali, venne approvato solo all'inizio del mese di marzo. Coordinandosi con le navi della marina inglese, gli austriaci diedero inizio alle operazioni il 6 aprile.

## La battaglia

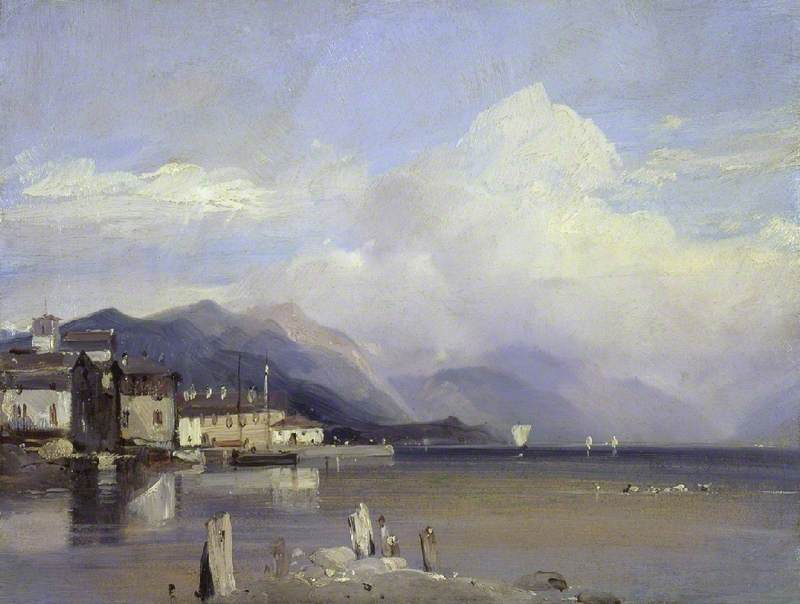
Genova con il monte Fasce sullo sfondo in un dipinto di inizio Ottocento

Ad est di Genova, un gruppo di austriaci guidato dal generale Ott si avvicinò pericolosamente alla città portuale, conquistando i monti Cornua e Fasce. Alcune incursioni si erano già verificate nei giorni precedenti ed erano state respinte. L'arrivo in forze degli austriaci lasciava presagire che si trattasse di un tentativo di raggiungere la città da quel lato, proprio come fatto nei mesi precedenti da Klenau. Massena, venuto a conoscenza della situazione e saputo che Hohenzollern stava nuovamente infastidendo le postazioni francesi sul passo della Bocchetta, giunse alla conclusione che quella del monte Fasce fosse la direttiva principale dell'attacco austriaco e programmò personalmente la risposta francese per il giorno seguente. A spronarlo ulteriormente all'attacco si aggiungeva il fatto che gli austriaci avevano inviato dei loro rappresentanti in tutti i paesi vicini, facendo suonare le campane a festa ed incitando la popolazione locale a ribellarsi ai francesi: sconfiggere il distaccamento austriaco avrebbe non solo sollevato la minaccia ma giovato alla figura dell'esercito francese ed al morale delle truppe.
All'alba del 7 aprile, mentre Miollis marciava con due battaglioni attraverso Parisone verso il monte Fasce, il generale D'Arnaud vi condusse via Quinto una colonna di 2500 uomini e la brigata Petitot, rinforzata con la 92ª mezza brigata, risalì il Bisagno per aggirarlo. Gottesheim stava radunando le sue truppe per scendere verso Quarto quando fu colpito dai francesi. L'attacco guidato da Massena, che seguiva le sue colonne con una riserva di 800 valorosi, fu condotto con vigore: il monte, difeso da un corpo di insorti e da tre battaglioni agli ordini del barone d'Aspre, fu preso con la forza. La seconda linea di Gottesheim, che voleva avanzare in appoggio alla prima, fu presto rotta e dispersa e gli austriaci, inseguiti di posizione in posizione verso il Fontanabuona, persero successivamente tutti i prigionieri catturati nei dintorni di Genova. Al termine dello scontro il generale D'Arnaud occupò Torriglia e Scoffera mentre Miollis si stabilì sul Cornua.  Numerose furono le perdite austriache: 250 caduti ed oltre 1400 prigionieri su un totale di 7000 uomini.

## Conseguenze
La brigata austriaca, sopraffatta dalle forze di Massena, si ritirò verso il resto del corpo di Ott. Il generale francese, soddisfatto della vittoria fece ritorno a Genova, dove venne accolto tra i festeggiamenti della popolazione locale. I repubblicani non si erano ancora resi conto del pericoloso attacco che von Melas stava conducendo contro il loro centro: le forze francesi alla Cadibona erano sul punto di crollare. L'intervento personale di Soult impedì la loro distruzione ma permise agli imperiali di giungere a Savona. Di lì a poche ore, l'armata francese sarebbe stata divisa in due tronconi, con le forse di Suchet separate dal resto dell'esercito, sostanzialmente circondato a Genova.
Massena tentò di ricongiungersi con Suchet, avviando una controffensiva ad ovest di Genova. Gli sforzi di Soult permisero ai francesi di giungere a qualche chilometro dall'ala di Suchet, ma la tanto desiderata unione non si verificò. Il divario di forze era troppo grande e alla fine i francesi si rassegnarono ad una ritirata verso Genova.